# Seoane (Lousame)
Seoane es una aldea  del municipio de Lousame, España. Pertenece a la parroquia de Lousame. 
En 2021 tenía una población de 7 habitantes (4 mujeres y 3 hombres). Está situada a 2,5 km de la capital municipal, a 187 metros sobre el nivel del mar. Las localidades más cercanas son Cruído, Aldeagrande y Marselle. Es un asentamiento rural con una extensión delimitada de 31.000 m².

## Toponimia
El topónimo deriva del latín Sanctu(m) Iohanne(m), San Juan.
En Seaone se encuentra la iglesia de la parroquia de Lousame, cuyo patrón es San Juan. Dentro de la propia localidad podemos encontrar otros topónimos como A Igrexa, A Casa do Cura, A Carrasqueira, A Fonte de Seoane, O Cruceiro de Seoane o O Agro de Abaixo.

## Demografía
| Gráfica de evolución demográfica de Seoane entre 1991 y 2018 |
|                                                              |
| Población de derecho según el padrón municipal del INE       |

## Urbanismo
Según el PGOM de 2005, en ese año la aldea constaba de 4 viviendas unifamiliares y otras 6 construcciones de carácter secundario o complementario. No hay ningunha nave de carácter agrícola ni de carácter industrial o comercial. Dos construcciones están en estado de ruina. En la aldea podemos encontrar además un lavadero, un cementerio y una iglesia. 
Según el INE es una Entidad Singular de Población conformada únicamente por un diseminado. Carece de construcciones para conformar un núcleo de población donde exista concentración de edificaciones que formen calles.

## Patrimonio
La iglesia parroquial, dedicada a San Juan Bautista, fue trasladada a principios del siglo XX desde la parte baja del valle, cerca de Aldeagrande, hasta su emplazamiento actual en Seoane. Existen referencias de este templo y de la parroquia de Lousame ya desde la Edad Media, plasmada en la documentación de la época con el nombre de Sancti Johannis babtiste de Lausame (1144), Sancti Johannis de Lousameia (1198) o Sancti Johannis de Lousame (1214). 
La fachada es de estilo neoclásico, coronada con una espadana de dos cuerpos, con tres huecos para las campanas (La superior más pequeña). La puerta está decorada con pilastres con pináculos y un tímpano con arquivoltas, con una imagen del patrón en medio. Sobre esta existe una ventana entre dos blasones nobiliarios de gran tamaño. Es de planta rectangular con una capilla en el segundo tramo cubierta con una bóveda de cañón, igual que el presbiterio. Está dotada de una cubierta de madera formando tres vertientes en el interior y a dos aguas en el exterior.
El atrio, que antiguamente fue un cementerio, está cerrado alrededor con un muro, excepto en el frente, donde se eleva una elegante balaustrada, adornada con grandes bolas. Las campanas datan de 1806, y una de ellas fue refundida en el año 1957. La iglesia fue restaurada en 1949.
Además en la aldea también podemos encontrar una fuente, un lavadero y un cruceiro.

## Galería de imágenes

Imágenes de Seoane
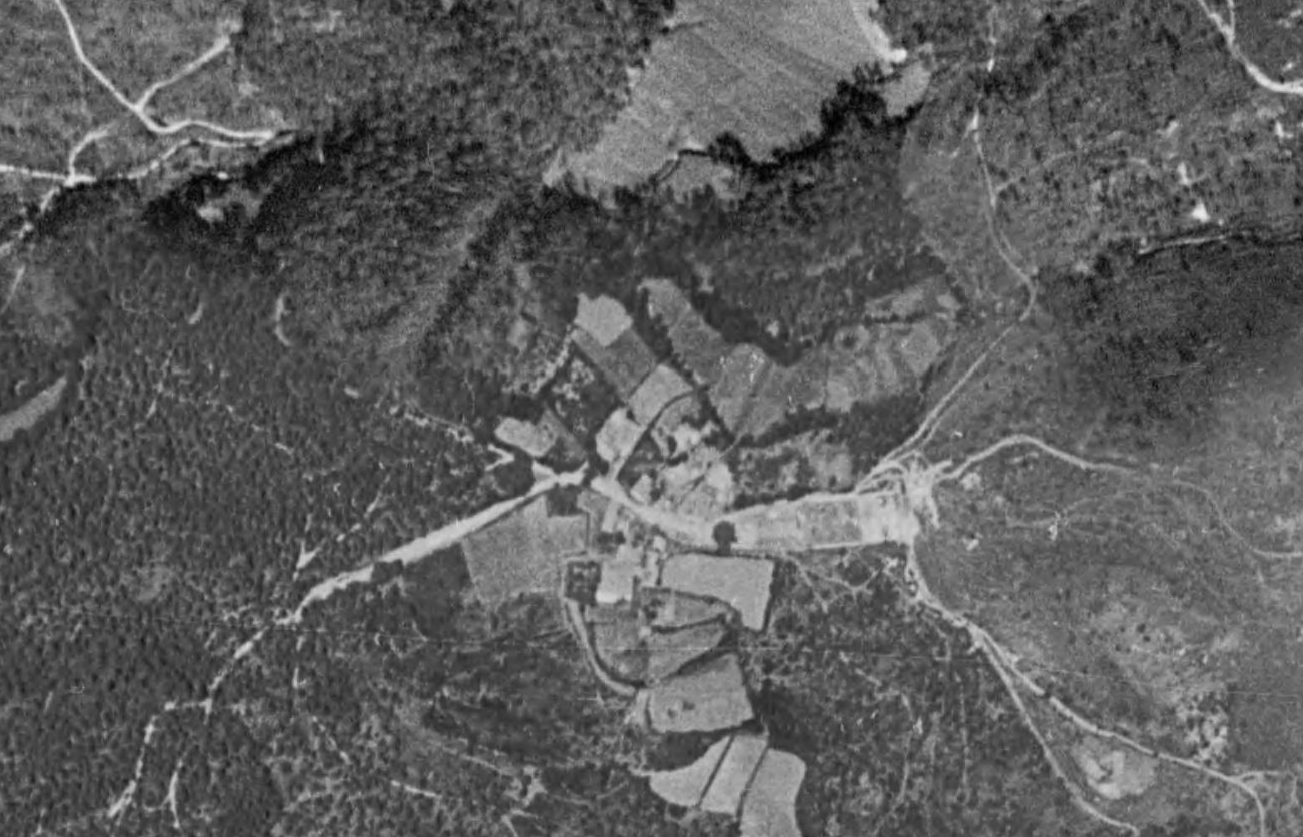
Ortofoto de Seoane en 1956 tomada por un vuelo americano
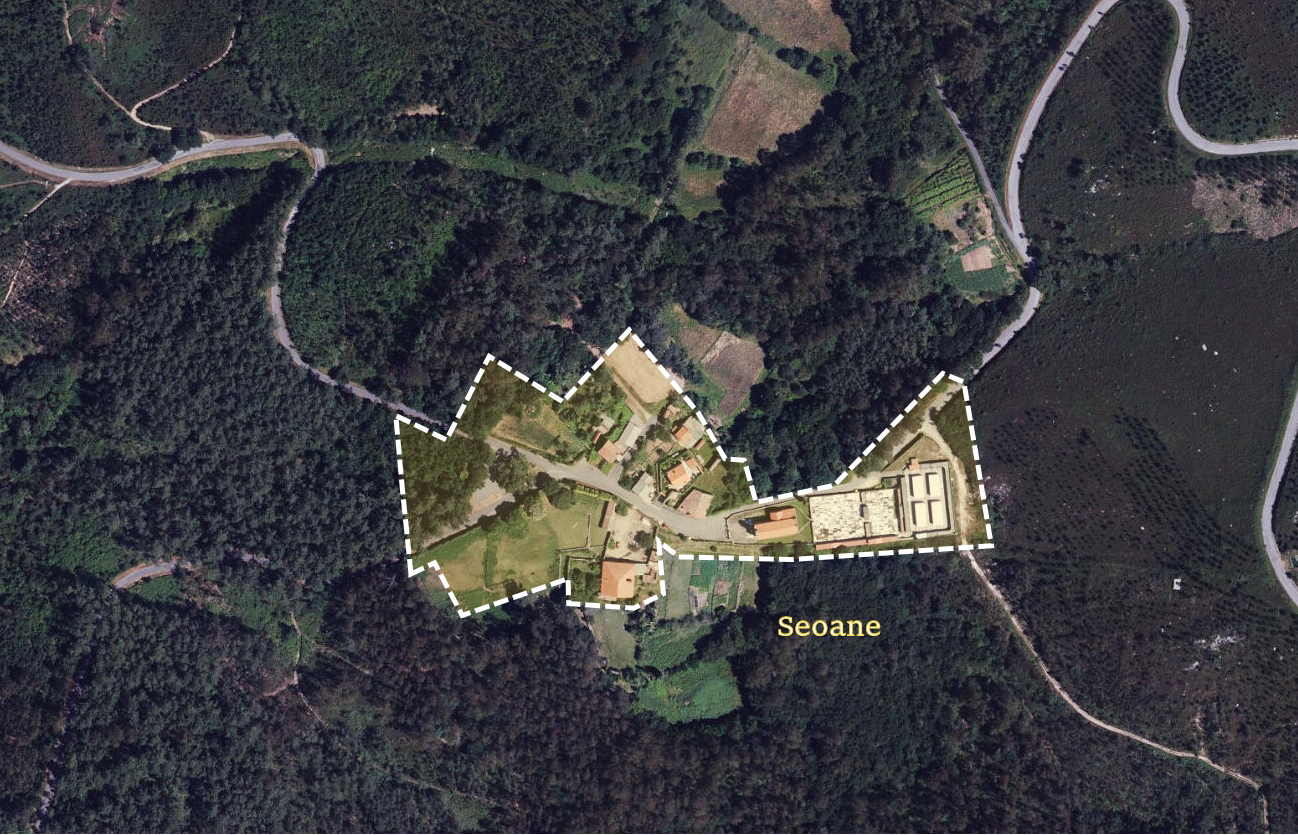
Ortofoto de Seoane de 2014 con sus límites
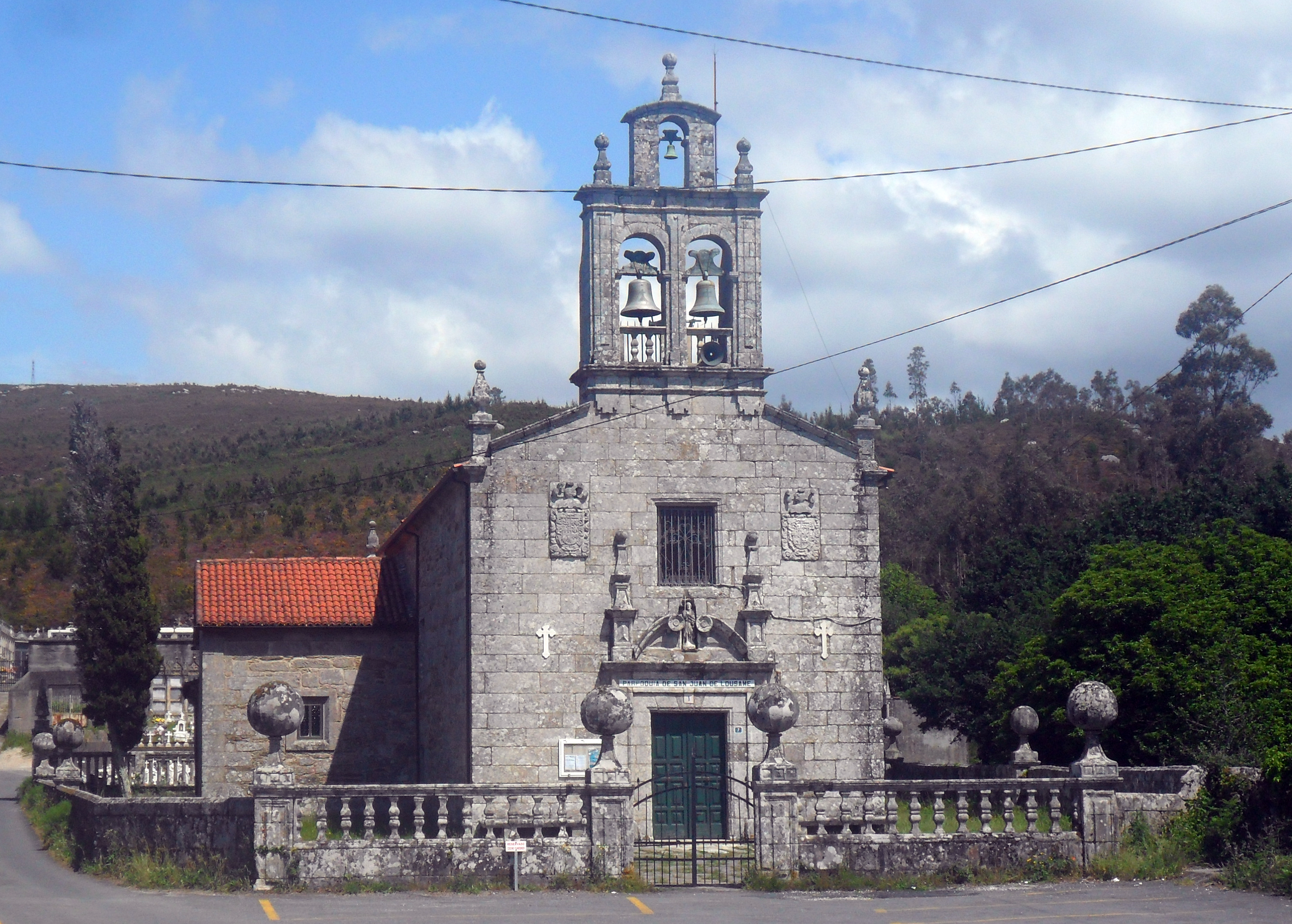
Iglesia de la parroquia de Lousame
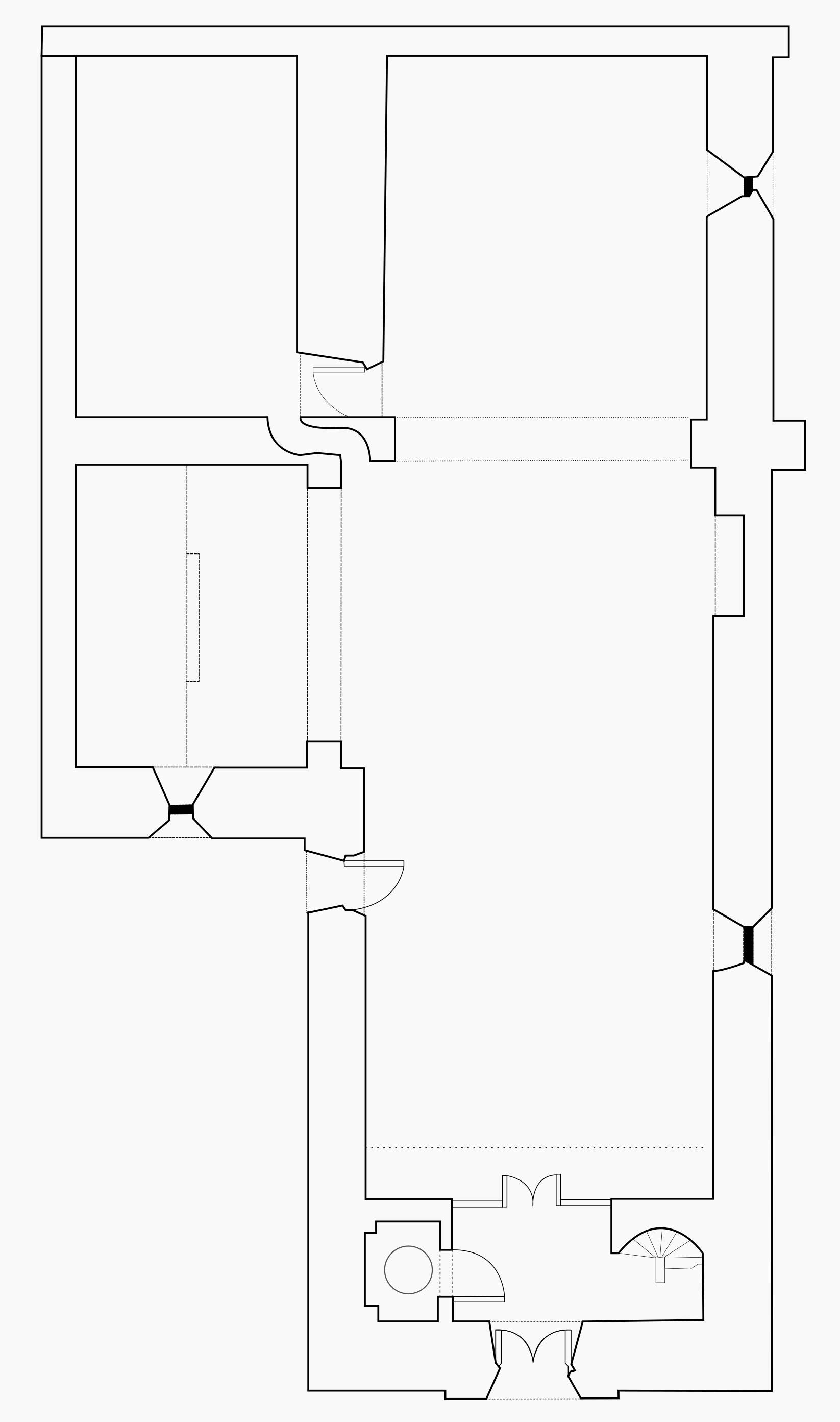
Planta de la iglesia de Lousame (Fernández Fernández, 1998).
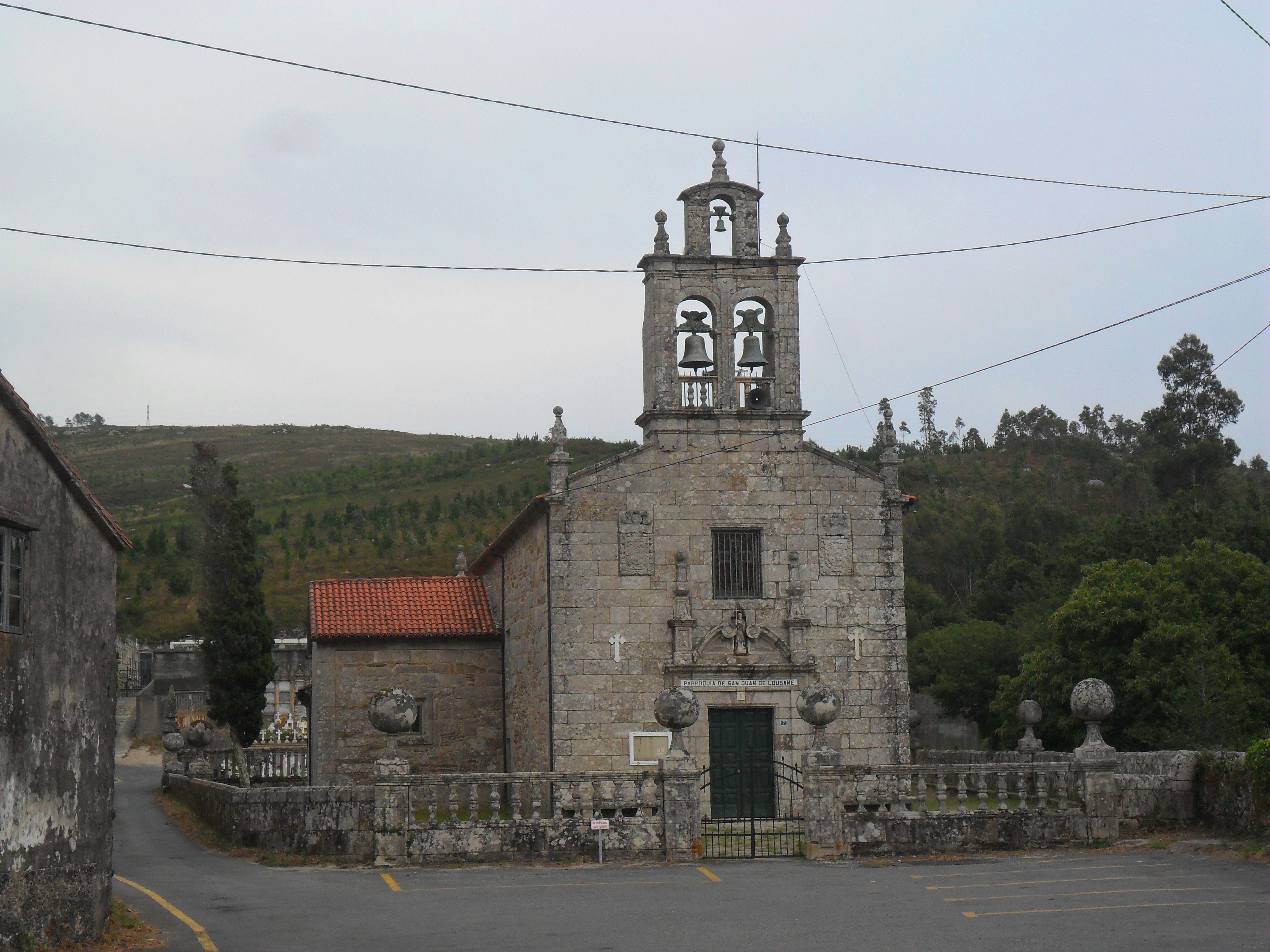
Iglesia parroquial de Lousame